# 9. szimfónia (Beethoven)

Beethoven kéziratának 12. oldala

A 9., d-moll szimfónia (op. 125.) Ludwig van Beethoven utolsó befejezett szimfóniája, amely 1824-ben készült el. Tartalmaz részleteket An die Freude című műből is (Friedrich Schiller: „Óda az Örömhöz”), melynek szövegét szólisták és énekkar énekli az utolsó tételben. Ez a mű az első példa arra, hogy egy nagy zeneszerző szimfóniában énekhangot a hangszerekkel azonos szinten használ.
A szimfónia az európai klasszikus zene egyik legismertebb, és Beethoven legnagyobb, süketsége alatt komponált mesterművei között számon tartott alkotás. Kimagaslóan nagy kulturális szerepet játszik a modern társadalomban, különösen, mióta az Európai Unió a negyedik tétel egy részletét (Örömóda, szöveg nélkül) hivatalos himnuszaként használja. Külön érdekesség még, hogy ezen mű kézirata 2003-ban 3,3 millió dollárért kelt el. A szimfónia különleges vonzereje miatt ma már az UNESCO listája szerint a világ emlékezete program részét képezi.

## Története

### Megírásának körülményei
Schiller Örömódája először 1796-ban, az általa kiadott Thalia folyóiratban (első kötet, 1786. 1–5. füzet) jelent meg. Beethovent már régóta foglalkoztatta a megzenésítés gondolata. Mint ahogyan a Schillerrel és Beethovennel barátságban lévő bonni újságíró, Bartholomäus Fischenich 1793. január 26-án Charlotta von Schillernek egy Beethovennel folytatott beszélgetéséről írta: Schiller Örömódáját is feldolgozza, méghozzá minden strófáját. "Valami tökéletesre számítok, mert ahogy ismerem, nagy és kiemelkedő alkotásra törekszik". Ebben az időben Beethoven már Bécsben volt. A 9. szimfónia első vázlatai először 1815-ben a későbbi tulajdonos William Scheidéről elnevezett Scheide-vázlatkönyvbe kerültek. Az utolsó tétel (a nagy jelentőségű kórus-fináléval) hasonlít a c-moll korálfantázia (op. 80, 1808) , a "kis Kilencedik" komponálási technikájára és motívumaira, amelynek fő témája viszont a Viszonzott szerelem kantáta (WoO 118, 1794) Gottfried August Bürger szövegéből írt dalban szerepel. A kompozíció befejezése egészen 1824-ig húzódott. A negyedik tétel Beethoven bécsi Ungargasse 5. alatti lakásán készült el. Ezáltal Bécs számít az Európa-himnusz szülőhelyének.
Noha Beethovent egész életében kísérte Schiller himnuszának megzenésítése, elég későn döntötte el azt, hogy a verset a 9. szimfóniában használja fel. Vázlatok mutatják, hogy a kórussal kapcsolatos döntést csak 1823-ban hozta meg. Ugyanekkor, 1823 decemberében egy vázlatkönyvben még egyszer mérlegelte egy „végső eszköz” használatát. Carl Czerny, Beethoven barátja és tanítványa szerint a zeneszerző még az ősbemutató után is mérlegelte, hogy nem lenne-e jobb a kórus finálét egy tiszta instrumentális zárótételre cserélni.

### Ősbemutató
A 9. szimfónia ősbemutatójára annak a koncertnek a keretében került sor, amelyet Beethoven 1824. május 7-én a Kärtnertor színházban rendezett. A koncert A házszentelés (op. 124) nyitánnyal kezdődött, utána részletek következtek a Missa Solemnisből (op. 123). Ezután feltehetően szünet következett, majd felhangzott a 9. szimfónia. Az ősbemutató szólistái Henriette Sontag (szoprán), Carolina Unger (alt), Anton Haitzinger (tenor) és Joseph Seipelt (bariton) voltak. Beethoven, aki akkoriban már teljesen süket volt, a zárótételnél a közönségnek háttal állt, és a szavakat az énekesek szájáról olvasta le. Az előadás után a közönség frenetikus tapsban tört ki. Sigismund Thalberg szerint, aki hallgatóság között volt, a scherzo végén Carolina Unger a teljesen süket szerzőt az ujjongó publikum felé fordította, Anton Schindler szerint erre a korál fináléjakor került sor. Beethoven látta az őt felállva üdvözlő lelkes tömeget, és meghajlással köszönte meg az ünneplést. Május 23-án a nagy érdeklődésre való tekintettel, csekély változtatással a Hofburg báltermében megismételték a programot.

## Fordítás
- Ez a szócikk részben vagy egészben  a(z)    9. Sinfonie (Beethoven) című német Wikipédia-szócikk fordításán alapul.  Az eredeti cikk szerkesztőit annak laptörténete sorolja fel. Ez a jelzés csupán a megfogalmazás eredetét és a szerzői jogokat jelzi, nem szolgál a cikkben szereplő információk forrásmegjelöléseként.